# Modelo input-output
En economía, el modelo input-output fue desarrollado por Wassily Leontief, y por él recibió el Premio en Ciencias Económicas en memoria de Alfred Nobel en 1973. A menudo se le conoce como modelo de Leontief. El propósito fundamental del modelo IO es analizar la interdependencia de industrias en una economía. El modelo viene a mostrar cómo las salidas de una industria (outputs) son las entradas de otra (inputs), con una interrelación entre ambas. En la actualidad es uno de los modelos económicos más empleados. 

## Historia
A pesar de que se atribuye la teoría a Leontief, el procedimiento fue descrito en 1758 por el economista francés François Quesnay que desarrolló una versión más rudimentaria denominada Tableau économique. Karl Marx fue el primero en traducir la obra de Quesnay a un sistema matricial de ecuaciones, en los llamados modelos de reproducción simple y reproducción ampliada que aparecen en el tomo II de El Capital. Posteriormente, otro economista francés, Léon Walras, aplicó nociones de la mecánica newtoniana a la economía dando lugar a su teoría del equilibrio generalizado en economía. En su trabajo de 1874 empleó un sistema de coeficientes. Finalmente, Leontief presentó un modelo de tablas para la economía de Estados Unidos en 1919 y 1929, fijando la estructura metodológica empleada. En los años cincuenta Leontief revisó su trabajo ofreciendo una metodología que posteriormente divulgó en conferencias y publicaciones de carácter económico. La aparición de computadoras electrónicas popularizó el método y, ya en los años sesenta, comenzó a ser estudiado de forma global por diversos autores.

## Características
El modelo de IO se elabora a partir de datos económicos observados en una región, que puede ir desde una nación a una región dentro de la misma. Concierne por regla general a la producción industrial agrupada en sectores. La actividad económica en la región se divide en un número de segmentos o de sectores productivos. Pueden ser industrias en sentido más general (automóviles) o más específico como (industria de neumáticos). Cada sector agrupa actividades que tienen diferentes ritmos de consumo y producción de bienes. Parte de la producción de un sector (output) puede ir al consumo (input) de otro sector dentro de la región estudiada. Esta información se recolecta en forma de una tabla, denominada tabla input-output o tabla IO. Las tablas con sus interdependencias se suelen elaborar con datos procedentes de intervalos anuales. Los intercambios de bienes suelen ser indicados como ventas, compras o bienes físicos. Pero es habitual que las unidades de medida empleados en el modelo se realice en términos monetarios. 

### Matrices IO o de Leontief
Las filas de la tabla representan la distribución (por sectores) de un productor, mientras que las columnas representan los consumos (por sectores) de las industrias para poder producir sus bienes. Esta tabla intersectorial suele tener una columna adicional denominada demanda final y corresponde a los bienes empleados en el consumo, inversión (públicos o privados) o para la exportación. En ciertas ocasiones se añade a la matriz otras filas que representan el valor añadido que tiene en cuenta otros inputs no industriales a la producción, como puede ser el trabajo.
La estructura matemática de un sistema input-output es la de un sistema de ecuaciones lineales de incógnitas y ecuaciones, donde {\displaystyle n} es el número de sectores de la industria. Esta aproximación hace que el modelo input-output pueda tratarse con el formalismo del álgebra lineal, al poder representarse con matrices. Si se cuantifica el valor monetario de un sector {\displaystyle i} a uno {\displaystyle j} como {\displaystyle z_{ij}} y, de la misma forma, la demanda final de un sector (es decir, los bienes producidos que no entran de nuevo en el sistema productivo) como {\displaystyle Y_{i}}, se tiene entonces que la producción del sector {\displaystyle i} (representado por {\displaystyle X_{i}}) sería igual, en un formalismo algebraico, a:
{\displaystyle {\begin{matrix}X_{i}&=&z_{i1}+z_{i2}+z_{i3}+...+z_{in}+Y_{i}\end{matrix}}}
Los términos a la derecha de la ecuación representan las ventas interindustria del sector {\displaystyle i}, por lo tanto la suma de todos los términos es el total de ventas del sector {\displaystyle i} y las ventas a la demanda final. Esta ecuación puede entenderse como la distribución de ventas del sector {\displaystyle i}, como la distribución de salidas (outputs de este sector). Si consideramos el ejemplo de una economía de tres sectores productivos el modelo podría reproducirse como sigue:
{\displaystyle {\begin{matrix}X_{1}&=&z_{11}+z_{12}+z_{13}+Y_{1}\\X_{2}&=&z_{21}+z_{22}+z_{23}+Y_{2}\\X_{3}&=&z_{31}+z_{32}+z_{33}+Y_{3}\\X_{4}&=&z_{41}+z_{42}+z_{43}+Y_{4}\end{matrix}}}
En esta representación tenemos agrupadas en cada línea las salidas de cada sector ({\displaystyle X_{i}}). Los flujos ({\displaystyle z_{ij}}) pueden ser recolectados en una tabla en la que los sectores verticales son "vendedores" y los horizontales "compradores". Un ejemplo de tabla input-output es:
| actividades económicas | inputs - agricultura | inputs - manufactura | inputs - transporte | demanda final | output total |
| ---------------------- | -------------------- | -------------------- | ------------------- | ------------- | ------------ |
| agricultura            | 5                    | 15                   | 2                   | 68            | 90           |
| manufactura            | 10                   | 20                   | 10                  | 40            | 80           |
| transporte             | 10                   | 15                   | 5                   | 0             | 30           |
| salarios               | 25                   | 30                   | 5                   | 0             | 60           |

En este ejemplo, se considera que la demanda final se dedica exclusivamente al pago de los trabajadores, pero en una tabla input-output pueden añadirse igualmente los consumos caseros, las ventas (exportaciones) o inversiones de capital, los salarios, etcétera. En el modelo input-output a veces se consideran estas demandas finales, haciendo que la matriz sea considerablemente mayor que la correspondiente a las relaciones interindustriales.

### Inversa de Leontief
La función de producción de una industria (que especifica la salida en función de las entradas) en el caso del modelo de Leontief las  isocuantas (curvas de constante producción) corresponden a líneas rectas debido a la linearidad del proceso. Empleando los denominados coeficientes de Leontief, es decir: {\displaystyle a_{ij}}, se puede manipular la matriz de transacciones como:
{\displaystyle {\begin{matrix}z_{ij}&=&a_{ij}X_{j}\end{matrix}}}
Lo que convierte a la ecuación en:
{\displaystyle {\begin{matrix}X_{1}&=&a_{11}X_{1}+a_{12}X_{2}+\cdots +a_{1i}X_{i}+\cdots +a_{1n}X_{n}+Y_{1}\\X_{2}&=&a_{21}X_{1}+a_{22}X_{2}+\cdots +a_{2i}X_{i}+\cdots +a_{2n}X_{n}+Y_{2}\\X_{3}&=&a_{31}X_{1}+a_{32}X_{2}+\cdots +a_{3i}X_{i}+\cdots +a_{3n}X_{n}+Y_{3}\\\vdots &=&\vdots \\X_{n}&=&a_{n1}X_{1}+a_{n2}X_{2}+\cdots +a_{ni}X_{i}+\cdots +a_{nn}X_{n}+Y_{n}\end{matrix}}}
O en notación matricial equivalente, la misma operación es: 
{\displaystyle {\begin{matrix}AX+Y&=&X\\(I-A)X&=&Y\\X&=&(I-A)^{-1}Y\end{matrix}}}
Donde la matriz resultante de la operación {\displaystyle (I-A)^{-1}} se denomina matriz inversa de Leontief.